# Felimida baumanni
Felimida baumanni is een slakkensoort uit de familie van de Chromodorididae. De wetenschappelijke naam van de soort is voor het eerst geldig gepubliceerd in 1970 door Bertsch.